# CompactPCI Serial
CompactPCI Serial — это индустриальный стандарт для встраиваемых компьютерных систем, который является дальнейшим развитием стандарта PICMG 2.0 CompactPCI на основе использования интерфейса PCI Express.
Первоначально данный стандарт разрабатывался под рабочим названием CompactPCI Plus, а затем был переименован в CompactPCI Serial (PICMG CPCI-S.0)

## Интерфейсы

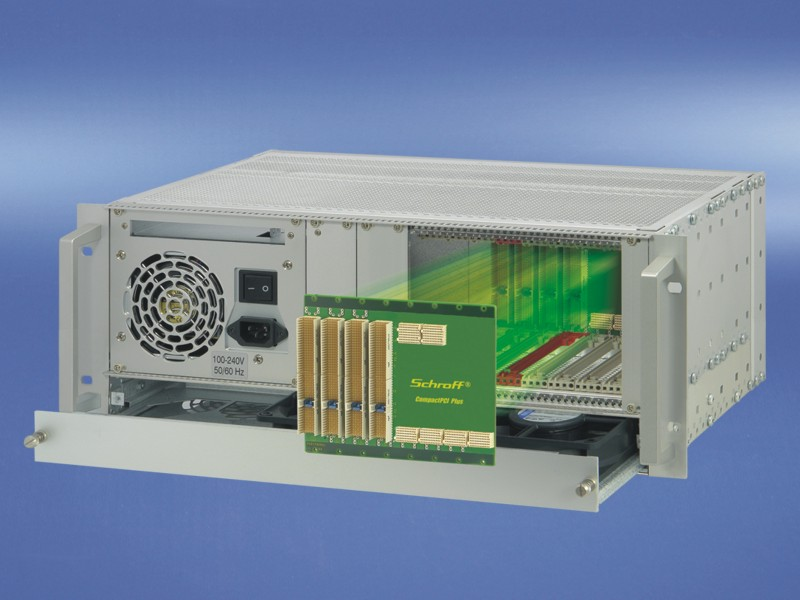
Гибридная система CompactPCI PlusIO с 4 слотами CPCI и 4 слотами CPCI PlusIO

Ключевым элементом спецификации CPCI-S.0 является использование разъемов типа AirMax VS фирмы FCI Americas Technology, Inc. (США). Альтернативное производство таких разъемов осуществляет также фирма Amphenol TCS.
Для системного слота в стандарте предусмотрено два типа розеточных разъемов («мама») и три типа штепсельных («папа»). При этом штепсельные разъемы имеют следующие разновидности: шестирядный с четырьмя стенками, восьмирядный с двумя и тремя стенками. Все разъемы унифицированы по конструкции, что делает их производство более рентабельным и должно способствовать снижению их стоимости.
Распределение указанных соединителей в рамках системного слота 3U является следующим:
разъем P1: шестирядный, четырехстеночный;
разъемы P2 — P5: восьмирядные, двухстеночные;
разъем P6: восьмирядный, трехстеночный.
Для подключения периферийных модулей возможно также использование десятирядных двухстеночных разъемов с произвольной их расстановкой для обеспечения, так называемого, механического кодирования посадочных гнезд, чтобы обеспечить монтаж модулей в строго заданные слоты.
Максимальная скорость передачи данных через контактную пару AirMax VS гарантируется на уровне более 12 Гбит/с, что обеспечивает возможность реализации интерфейса PCI Express Gen.3.
Учитывая выход в конце 2014 г. черновой версии стандарта PCI Express Gen. 4, которая обеспечит скорость передачи данных по одной линии до 16 Гбит/с, стандарт CPCI-S.0 нужно будет дорабатывать под новые типы разъемов, допускающие скорость обмена 16 Гбит/с.
Системный слот в форм-факторе 3U поддерживает:
- 8 интерфейсов PCI Express (семь каналов по 4 линии и один канал из 16 линий, предназначенный для решения графических задач и обеспечения широкой полосы пропускания),
- 8 интерфейсов SATA/SAS,
- 8 линий USB 2.0 (одна дифференциальная пара на порт) и 8 линий USB 3.0 (две дифференциальных пары на порт),
- 8 каналов Ethernet 10GBASE-T
- реализацию "горячей замены" и IPMI через выделенную одиночную шину I²C (IPMB).

В CompactPCI Serial используется только один номинал питающего напряжения (12 В), что позволило снизить максимально допустимую токовую нагрузку на одну контактную пару до 8 А. Для подачи питающего напряжения задействован разъем P1.
Максимально допустимая рассеиваемая мощность на один слот составляет 60 Вт для формата 3U и 120 Вт — для плат в форм-факторе 6U.
Для периферийных слотов PCIMG CPCI-S.0 предусмотрена поддержка одного канала PCI Express с количеством линий до 16, по одному интерфейсу SATA, USB 2.0, USB 3.0, до 8 Ethernet-линий 10GBASE-T. При этом использование разъемов P1 является обязательным, а Р2 — Р6 — опциональным.

## Топология Звезды

Топология «двойная звезда»

При реализации соединений модулей по схеме типа «звезда» на основе интерфейсов PCI Express, SATA или USB один системный слот может контролировать до 8 периферийных слотов, при этом не нужны ни дополнительные мостовые схемы, ни сетевые коммутаторы или специальные кроссплаты.
В то же время максимальное количество подключаемых модулей зависит от возможностей чипсета центрального процессора.
Например, при условии поддержки чипсетом операции кластеризации 16 интерфейсов PCI Express в 4 канала по 4 линии PCI Express в каждом, к центральному процессору без использования коммутатора могут быть подключены 11 периферийных модулей с каналами передачи данных по 4 линии PCI Express. Аналогичный переход при поддержке чипсета к использованию 16 каналов из одиночных линий PCI Express Gen.2, обладающих теоретической пропускной способностью 500 Mбайт/с каждая (эквивалентно применению интерфейса CompactPCI 66 МГц/64 бит) в пределе допускает подключение 44 модулей. Естественно на практике подключение всех 44 модулей может быть невозможным из-за конструктивно-механических ограничений и большой длины электрических линий, но около 20 модулей, включая и модули тыльного типа (Rear I/O), могут быть подсоединены гарантированно. Это открывает широкие перспективы по созданию многоканальных систем обработки сигналов, например, в цифровых антенных решетках.

## Топология Mesh («каждый с каждым»)
При подключении по принципу «каждый с каждым» (схема mesh) на основе 10-гигабитной версии Ethernet в сеть может быть завязано до 9 устройств, что позволяет создавать мультипроцессорные комплексы обработки данных..

## Применение
Разработку кросс-плат и шасси на базе спецификаций CompactPCI Serial осуществляют компании Schroff и Elmа, а системных контроллеров и периферийных модулей — компании MEN Mikro Elektronik, Fastwel, EKF, Emerson Embedded Computing, ADLINK.